# Аромии
Аромии (лат. Aromia) — род жесткокрылых насекомых из семейства усачей (Cerambycidae).

## Общая характеристика
Тело имаго крупное и плоское. Усики у самок не длиннее тела, а у самцов они значительно длиннее. По бокам переднеспинки имеется крупный конусовидный бугор. Надкрылья вытянутые, голые или покрыты короткими волосками; на вершине надкрылья узкозакруглённые.
Личинка характеризуется наличием стекловидного непигментированного глазка у основания усиков, рыжего короткого волосяного покрова на переднеспинке, образующего перед щитом два поперечных поля с развитыми несклеротизованными двигательными мозолями на 1—7 сегментах брюшка.
Куколка с крупным плоским телом, длинными усиками, загнутыми вперед, на тертитах брюшка многочисленные короткие шипики, направленные преимущественно вперед и к середине. Седьмой брюшной тергит на вершине с мелкими шипиками, собранными в скопление.

## Виды
В составе рода 4 вида:
- Aromia bungii Faldermann, 1835
- Aromia malayana Hayashi, 1977
- Aromia moschata (Linnaeus, 1758)
- Aromia orientalis Plavilstshikov, 1933